# Norma mistraliana

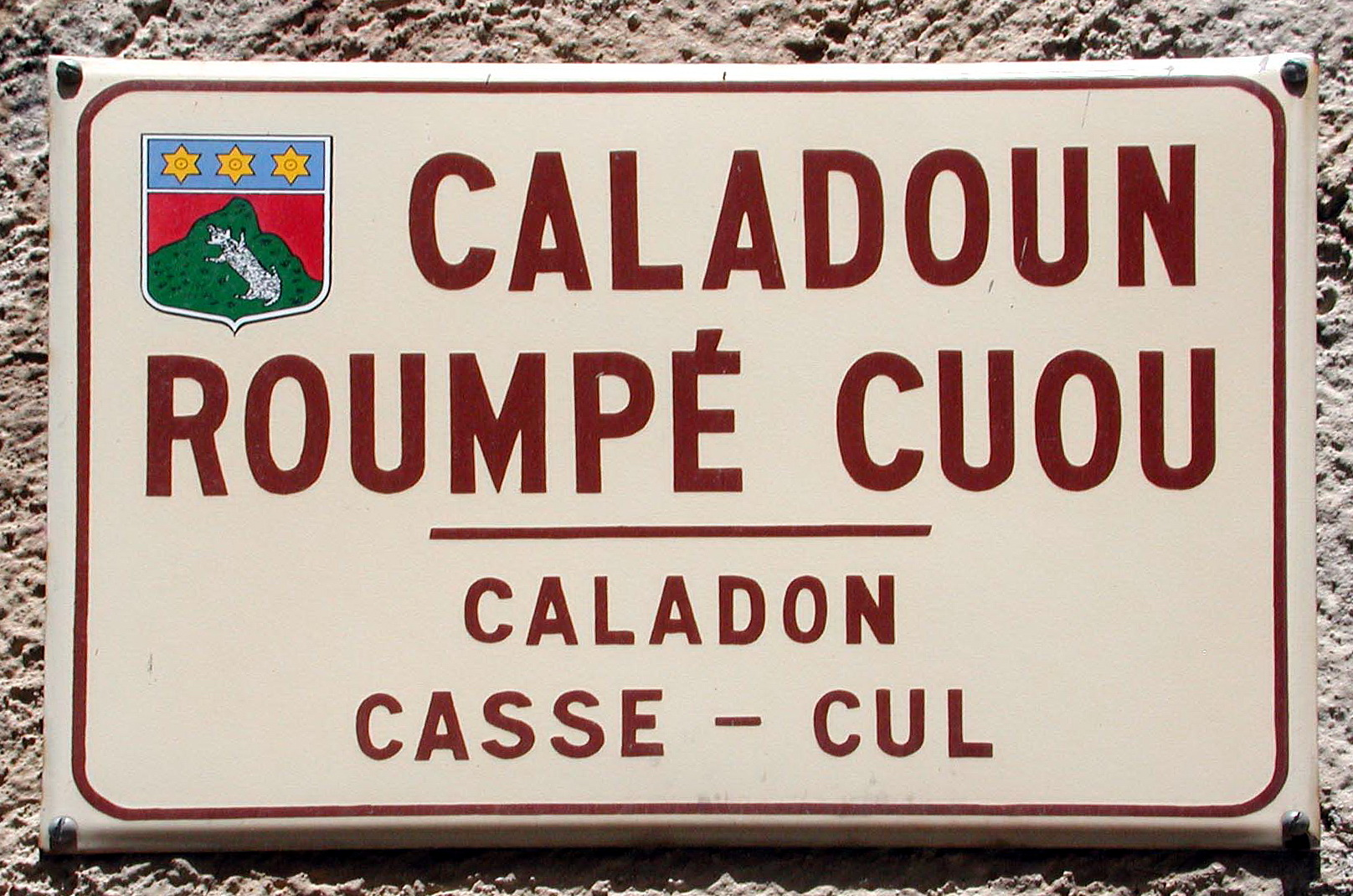
Cartello stradale in grafia mistraliana

La norma mistraliana  (chiamata anche grafia moderna o grafia mistraliana o norma felibrista) è una norma linguistica (una codificazione), anteriore alla norma classica, che fissa la lingua occitana. Apparve nel 1853 nelle opere di Joseph Roumanille, poi in quelle di Frédéric Mistral dopo il 1854.
Influenzato da Roumanille, Mistral utilizza questa norma mentre difende fermamente la norma classica, come testimonia la corrispondenza fra i due uomini.

## Una norma occitana e in parte diglossica
La norma mistraliana si fonda in parte solamente sugli usi diglossici del francese e del latino. L'ortografia mistraliana annota l'occitano secondo le convenzioni proprie del francese (o), della lingua d'oc medievale (lh), e del latino (u pronunciato « ou » nei dittonghi).

## Qualche notazione sui dittonghi
Il suono « ou » [u] non è sempre scritto « ou » come nel francese. I dittonghi mistraliani fanno corrispondere questo suono alla lettera u (come in latino) :
- au (in francese sarebbe scritto « a-ou »
- éu (in francese sarebbe scritto « é-ou »)
- èu (in francese sarebbe scritto « è-ou »)
- òu (in francese sarebbe scritto « o-ou »)